# Муствее (волость)
Му́ствее (ест. Mustvee vald) — волость в Естонії, адміністративна одиниця самоврядування в повіті Йиґевамаа.

## Населені пункти
Адміністративний центр — місто Муствее.

## Релігія

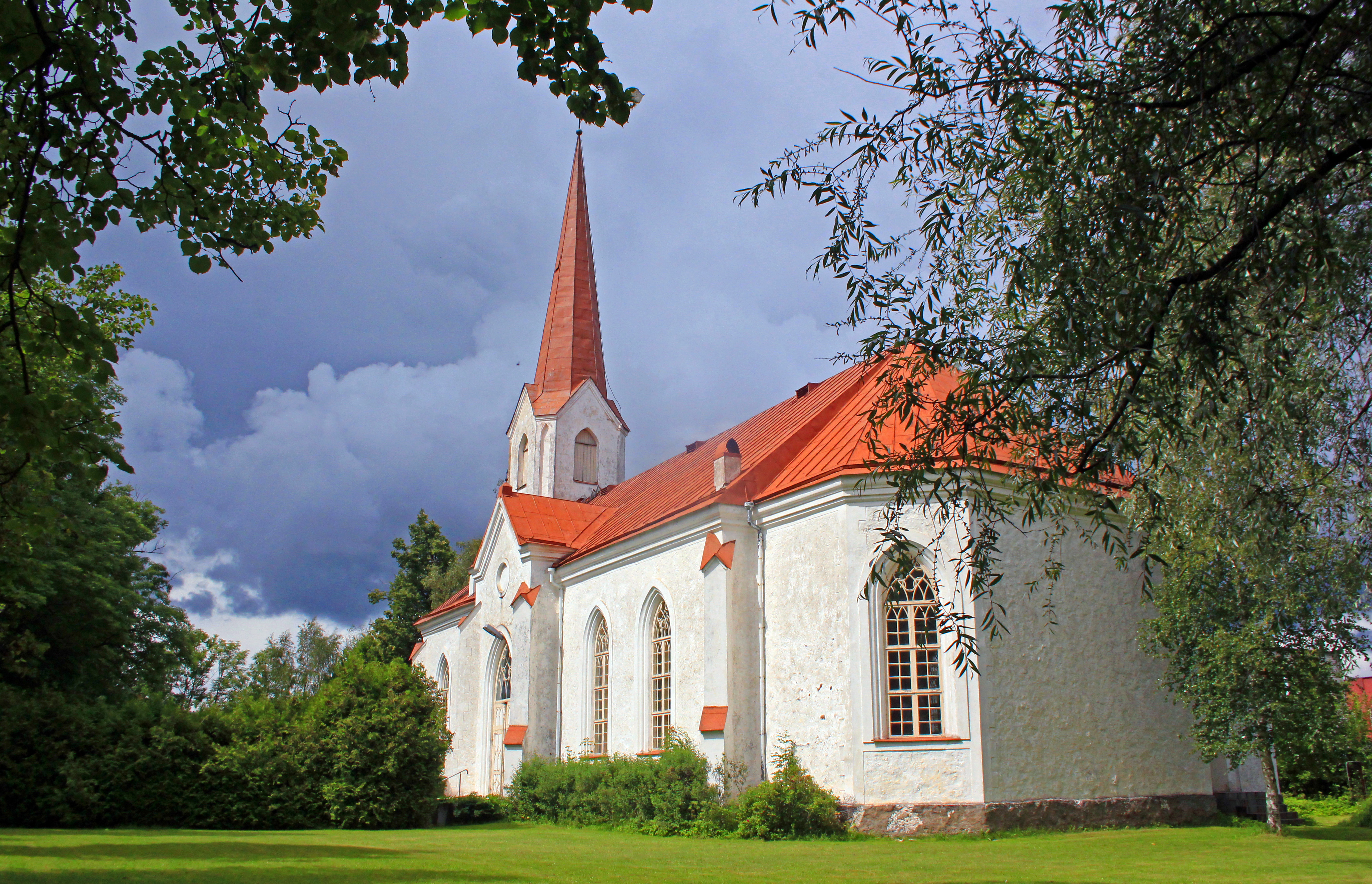
Лютеранська церква в Муствее
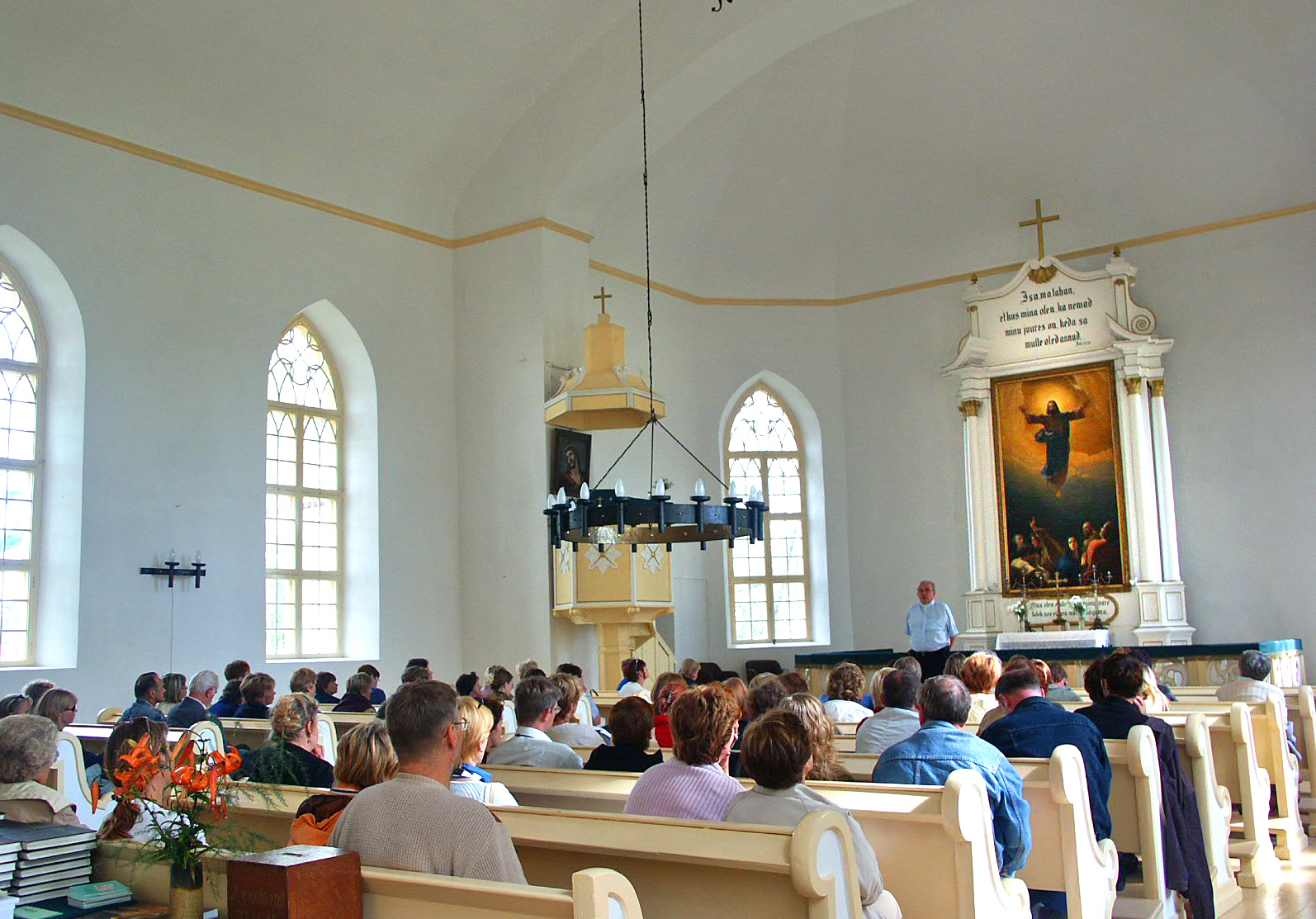
Під час проповіді
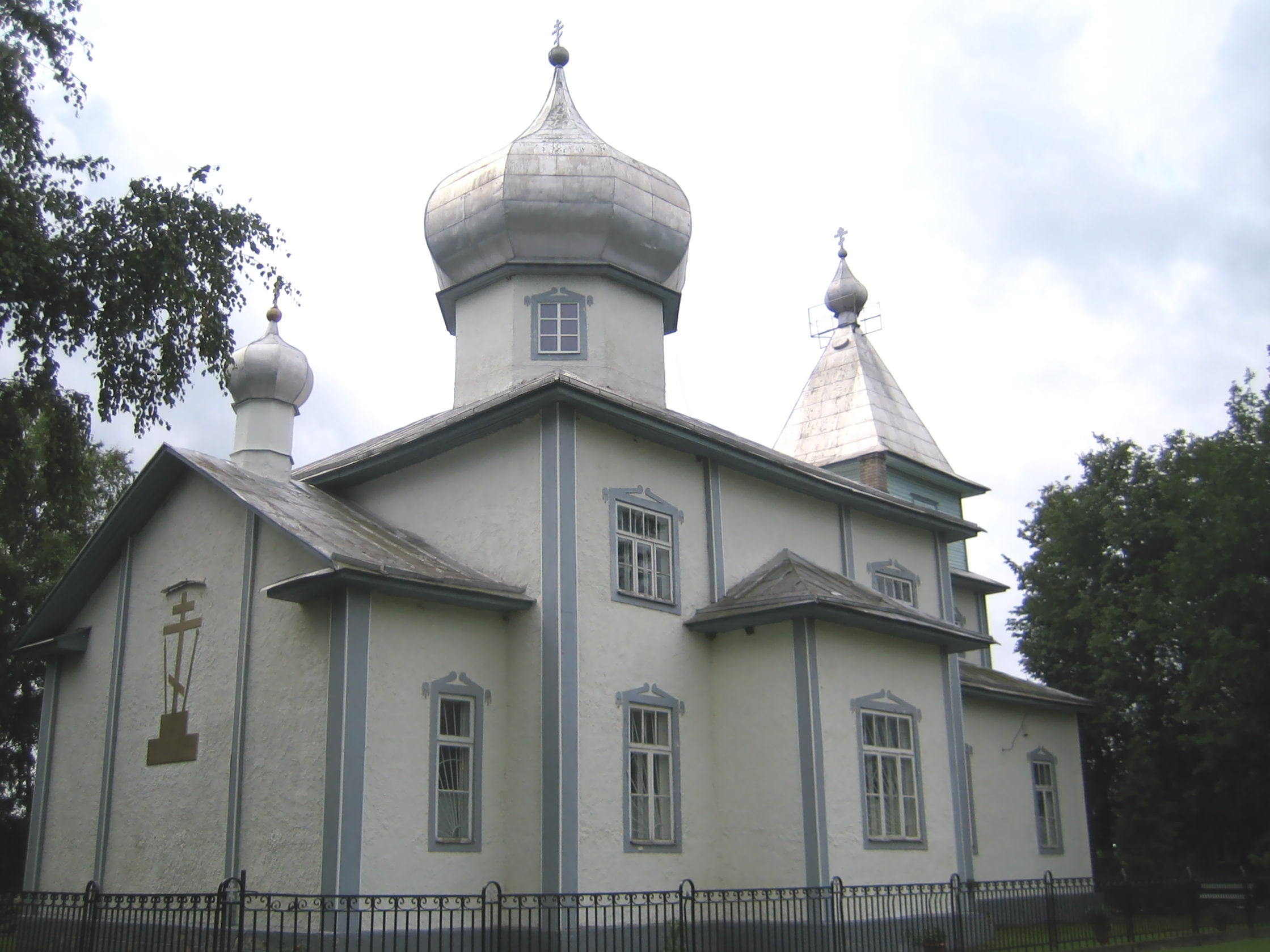
Старообрядська церква

## Історія
25 жовтня 2017 року волость Муствее офіційно утворена шляхом об'єднання міста-муніципалітету Муствее, волостей Сааре і Казепяе, що входили до складу повіту Йиґевамаа, та волостей Авінурме і Логусуу зі складу повіту Іда-Вірумаа.

## Релігія

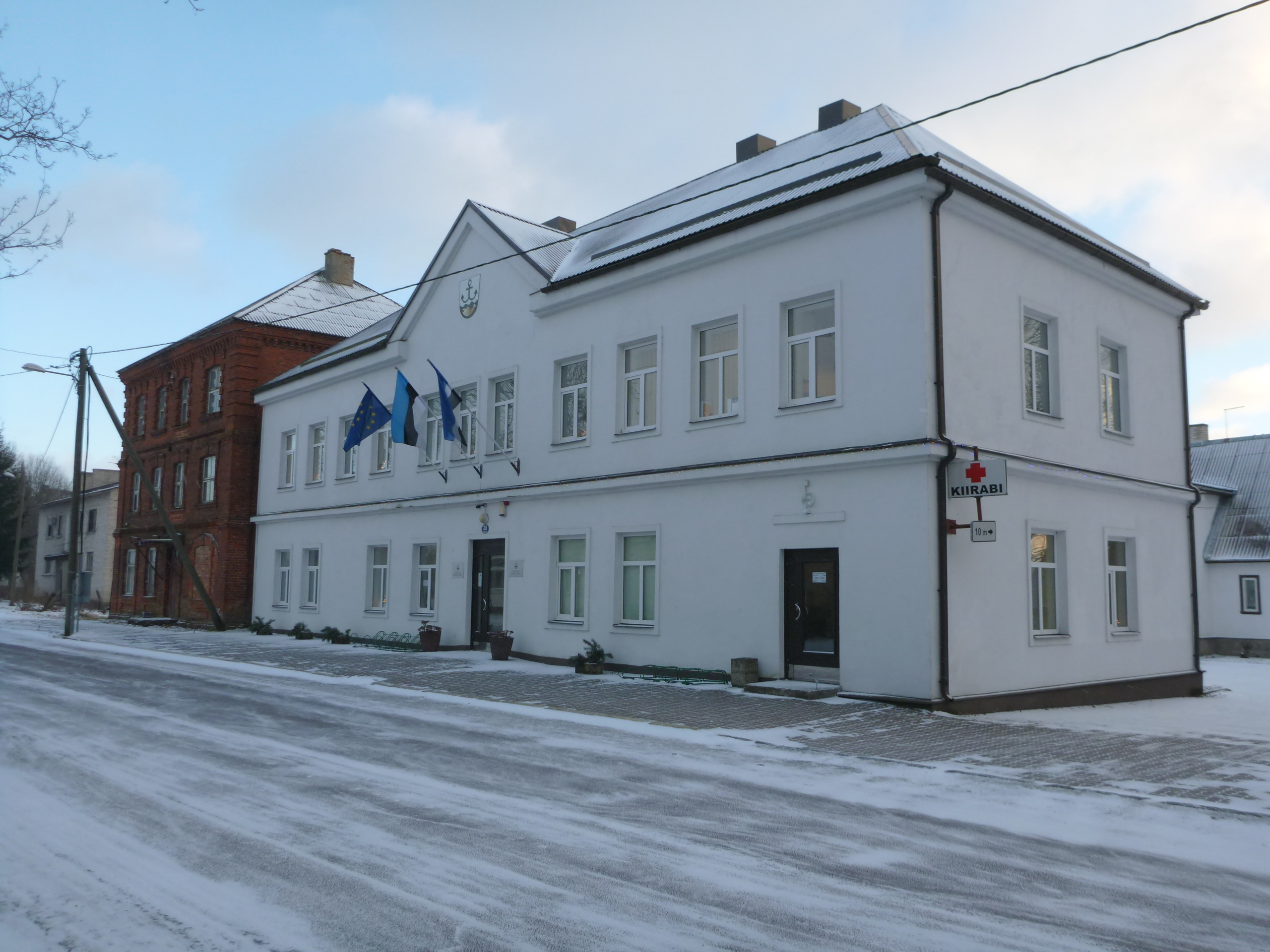
Міськрада Муствее
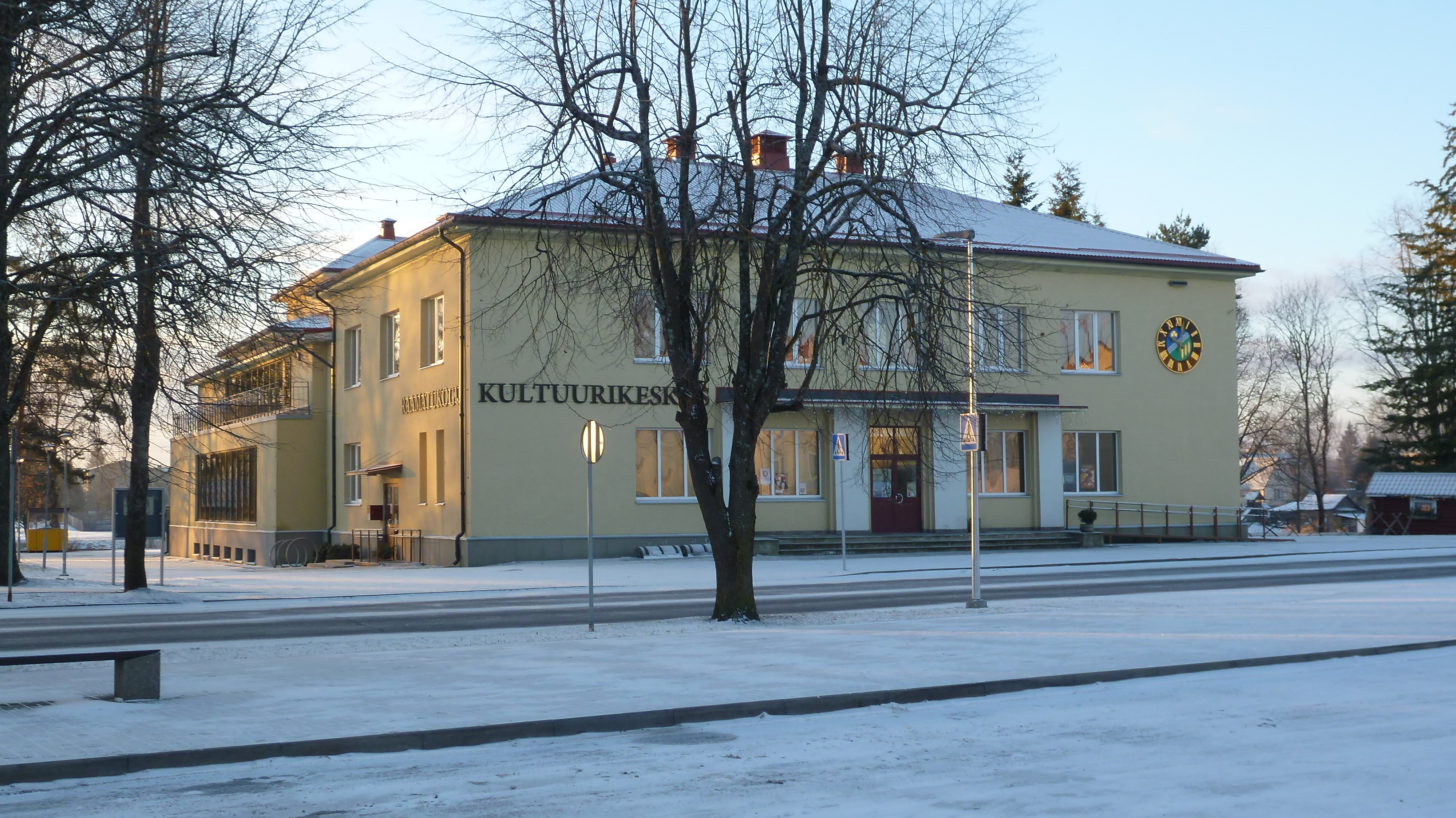
Культурний центр міста Муствее
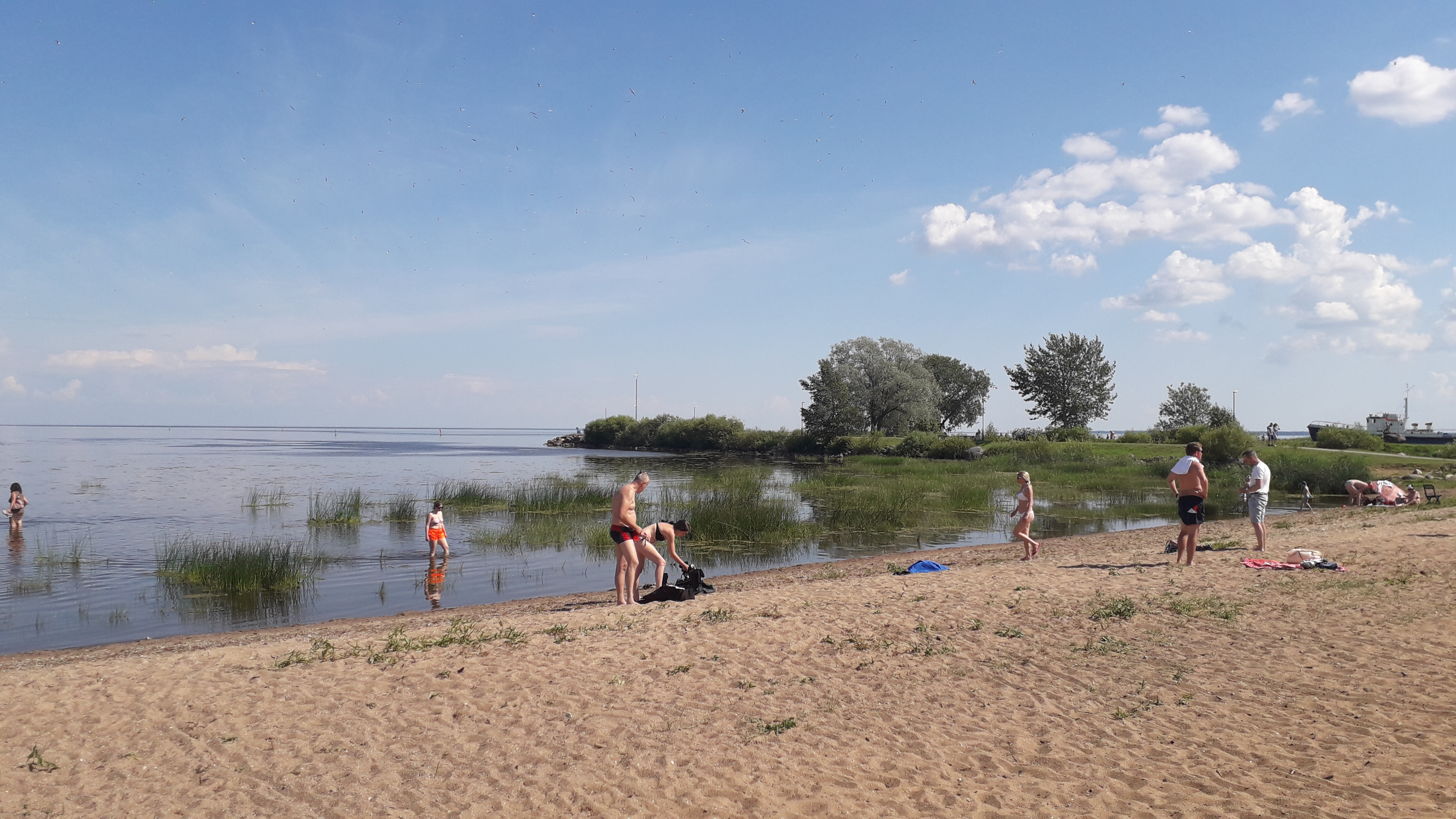
Пляж міста Муствее
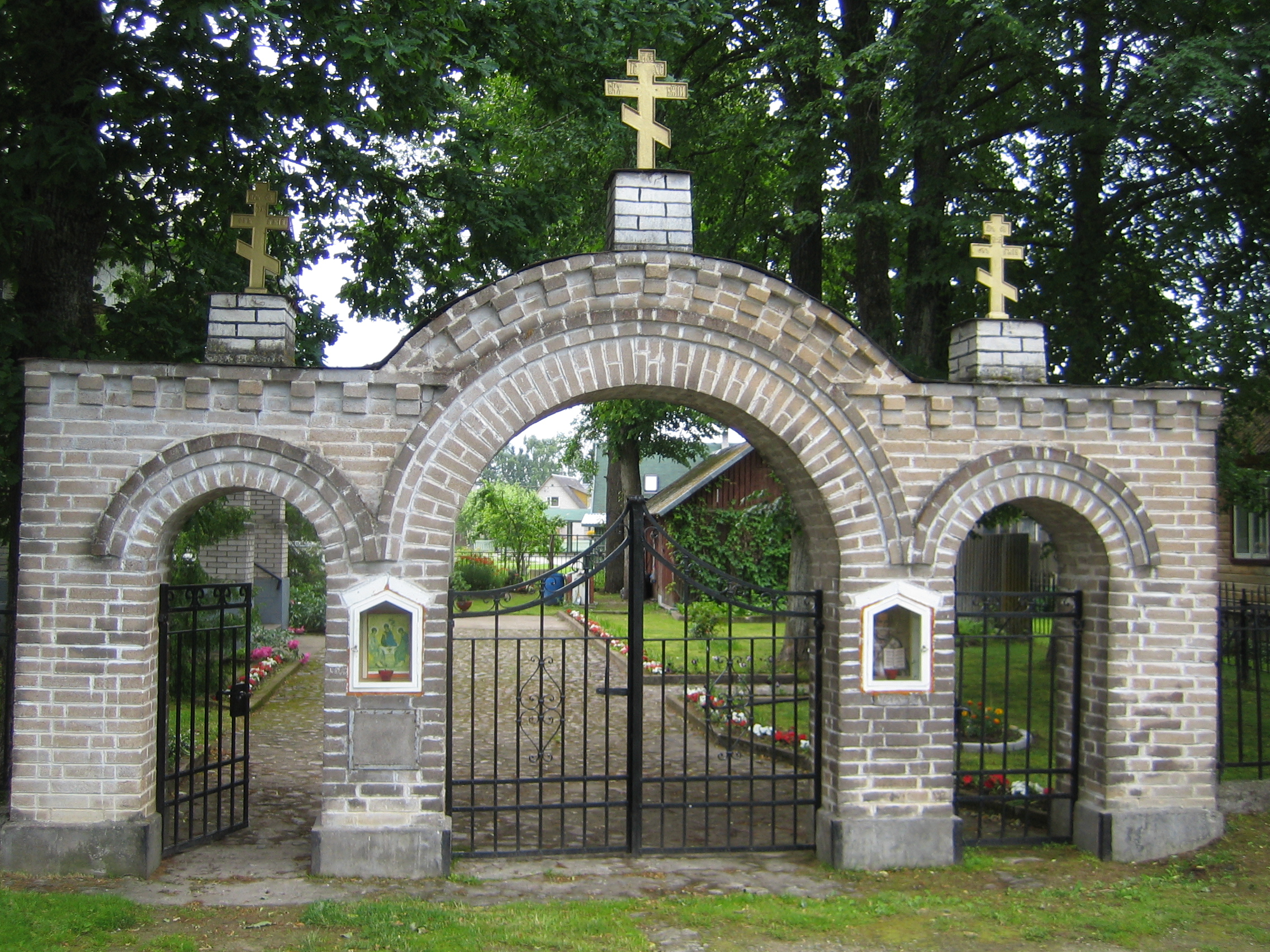
Ворота біля Старообрядської церкви міста Муствее
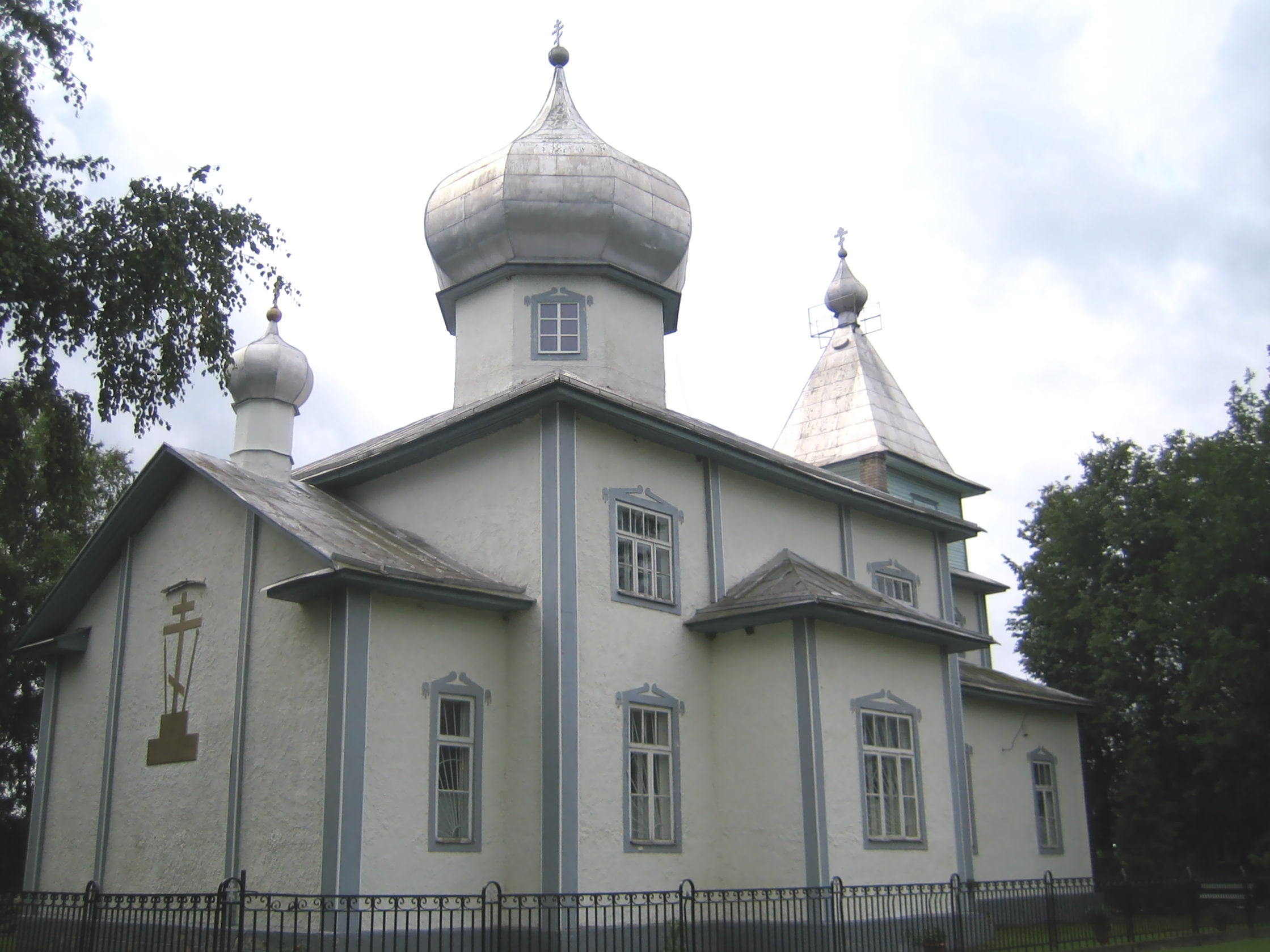
Старообрядська церква міста Муствее
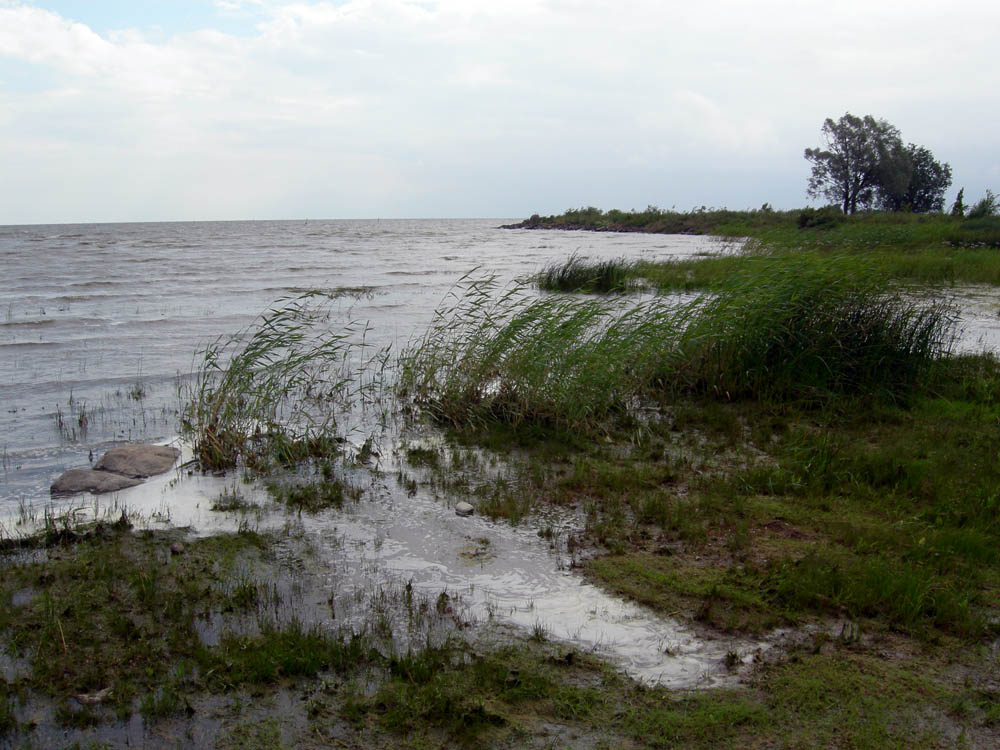
Берег озера міста Муствее
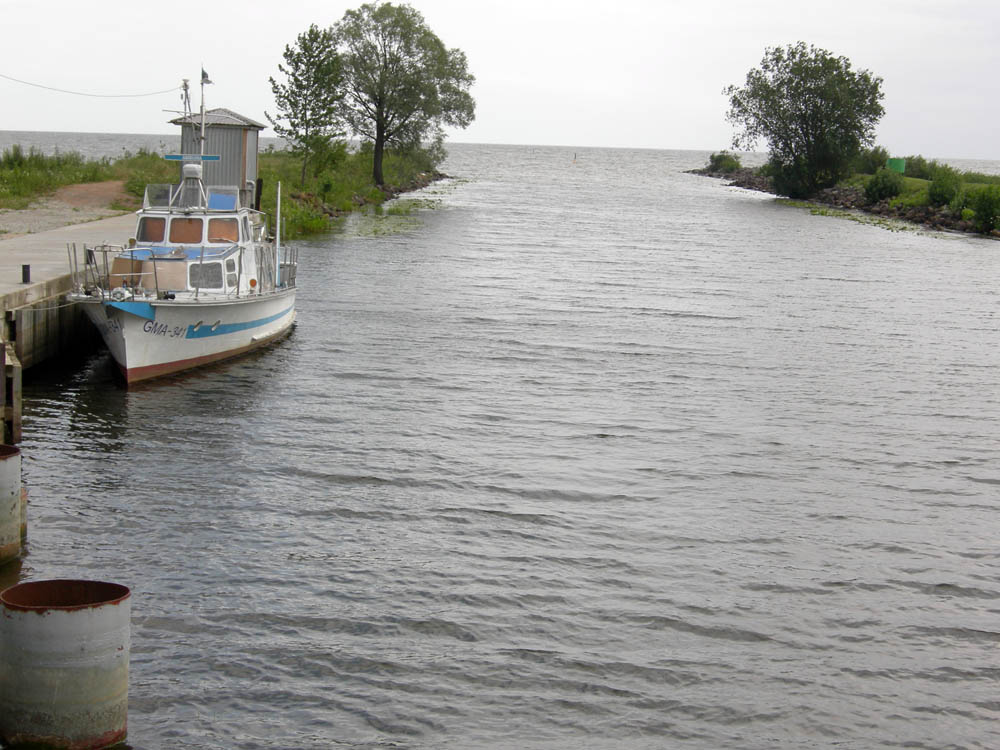
Причал на Чудському озері в Муствее
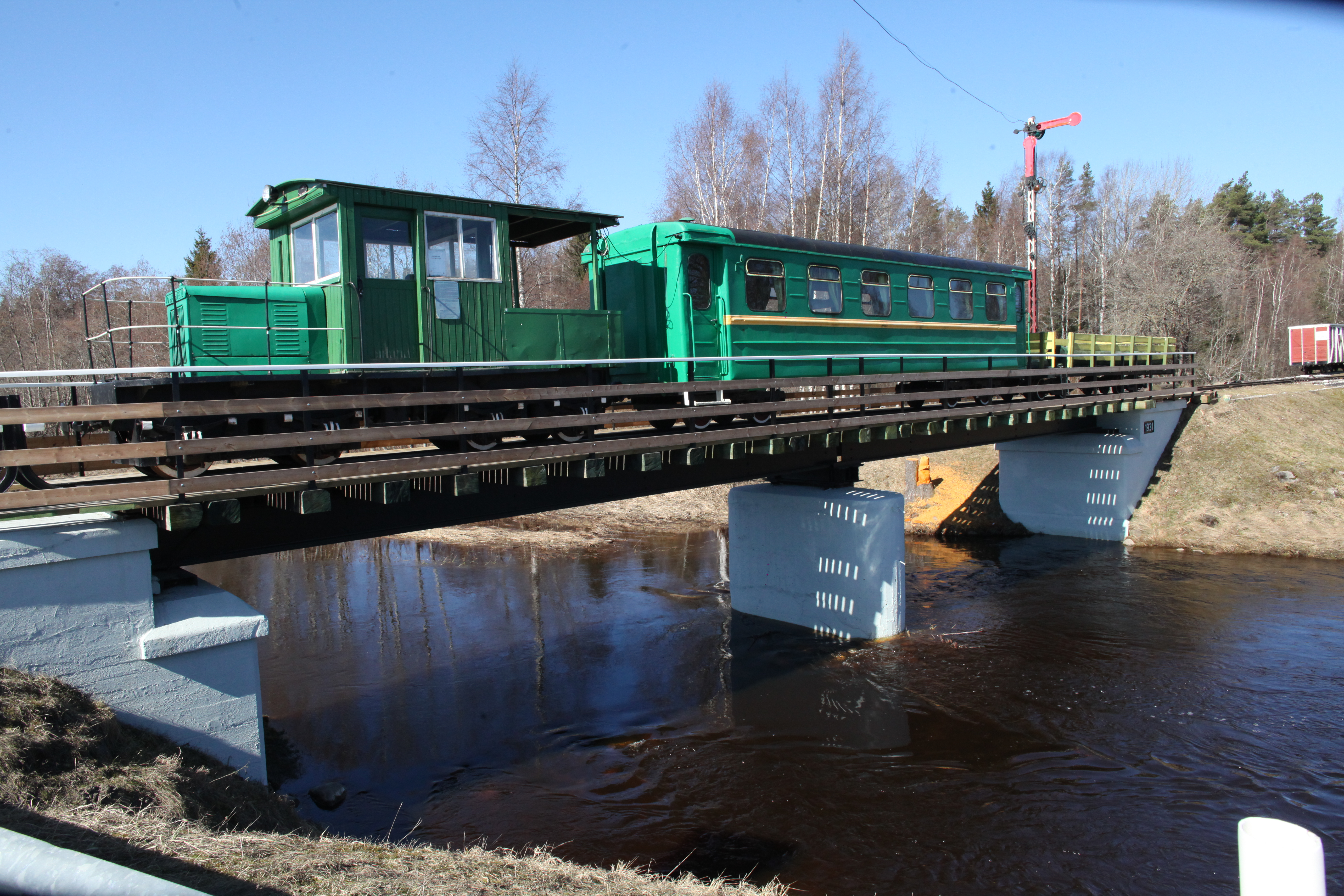
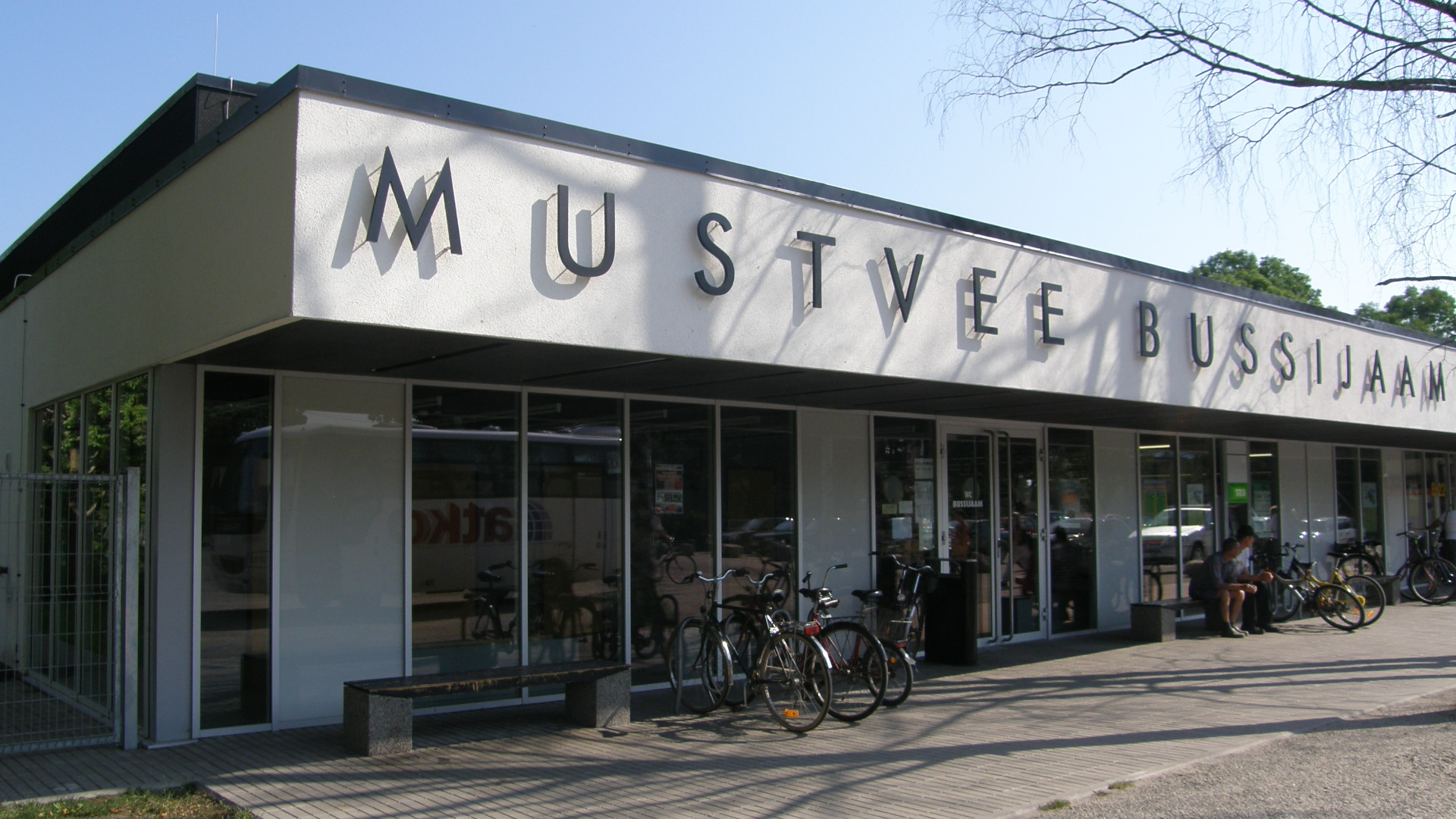
Автовокзал Муствее
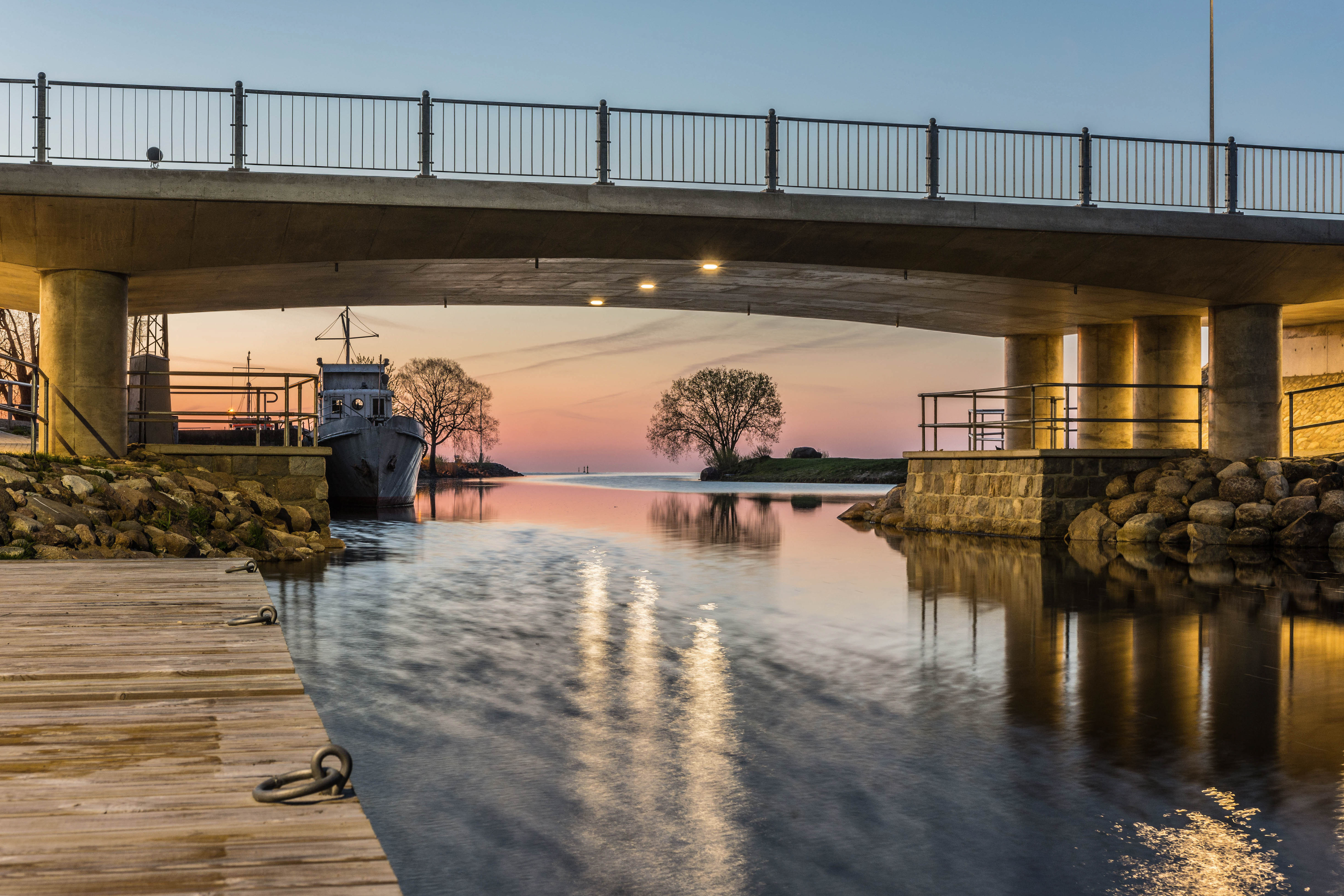
Порт в Муствее